# Archives historiques de Yokohama
 (août 2019).
Si vous disposez d'ouvrages ou d'articles de référence ou si vous connaissez des sites web de qualité traitant du thème abordé ici, merci de compléter l'article en donnant les références utiles à sa vérifiabilité et en les liant à la section « Notes et références ».
 (Août 2019).

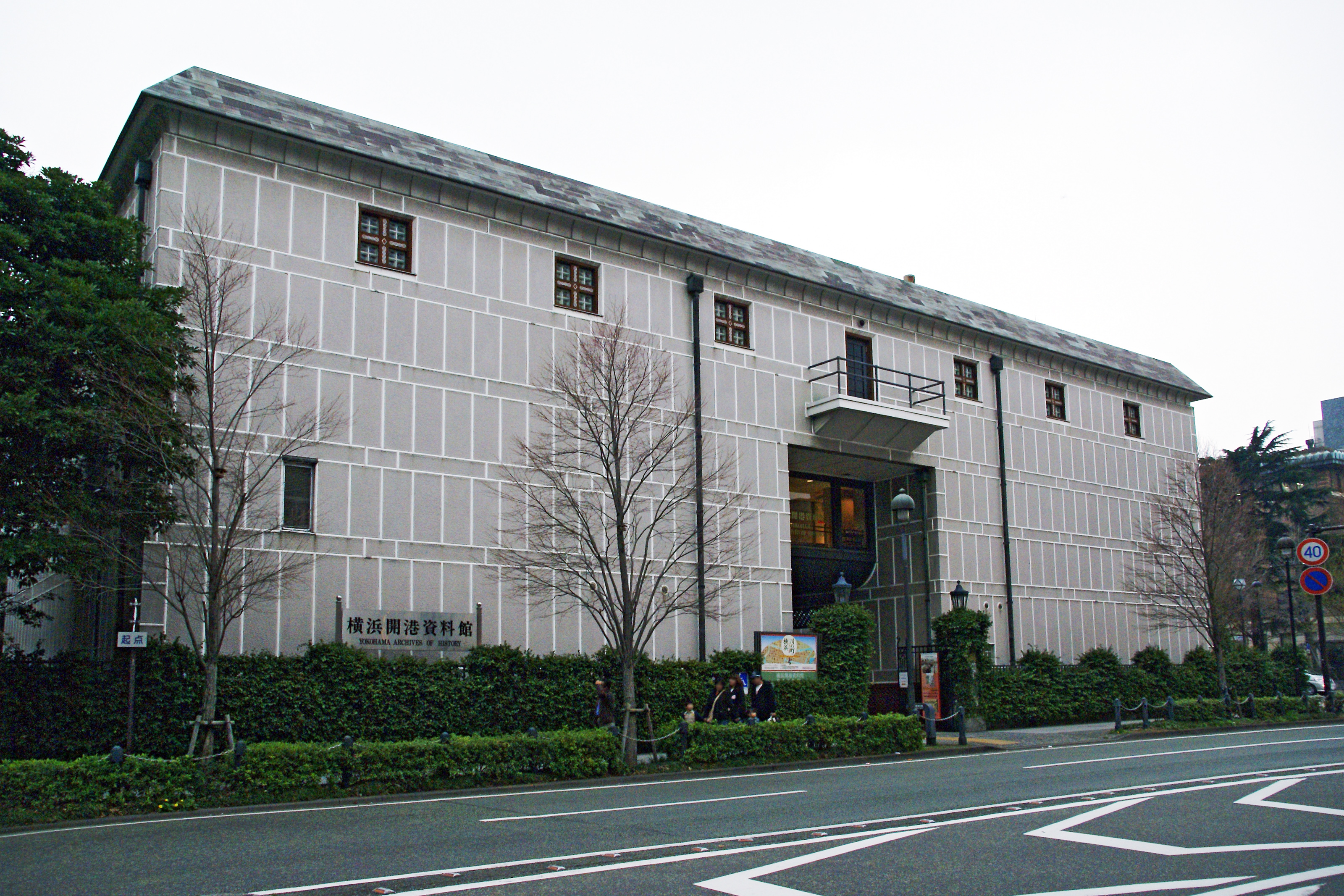
Siège des archives historiques de Yokohama.

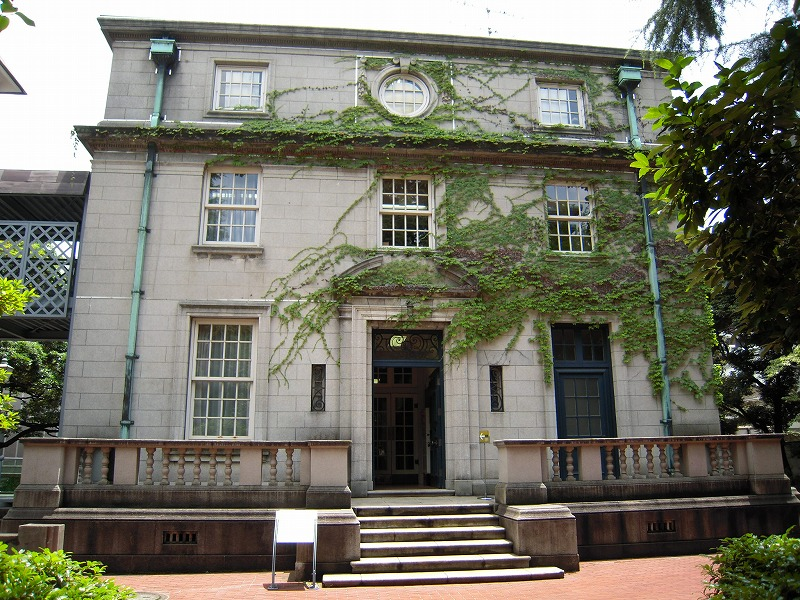
L'ancien siège des archives.

Les archives historiques de Yokohama (横浜開港資料館, Yokohama Kaikō Shiryōkan) conservent de nombreux documents sur le Japon et ses relations avec l'étranger depuis l'arrivée du commodore Matthew Perry en 1853. Elles sont situées à Naka-ku près du parc Yamashita à Yokohama. Les archives se trouvent près de la Kaiko Hiroba (« Place de l'ouverture des ports ») à l'endroit où le commodore Perry débarqua pour signer la convention de Kanagawa.
Les archives siègent dans une annexe récente de l'ancien consulat britannique. Celui-ci, qui remplace l'ancien consulat détruit lors du grand séisme de Kantō de 1923, date de 1931 et est utilisé comme consulat jusqu'en 1872.
Le rez-de-chaussée est ouvert au public et il y a une petite salle d'exposition gratuite. Certaines plaques commémorent les employés du consulat morts durant le séisme de 1923 ainsi que les marins britanniques tués lors du bombardement de Kagoshima de 1863. La Cour britannique pour le Japon, sur la juridiction de la Cour suprême britannique pour la Chine et le Japon, siège sur le site du consulat de 1879 à 1900.
Auparavant, la Cour britannique provinciale de Kanagawa y siège de 1865 à 1878.
Les archives comprennent un musée sur l'histoire du Japon et l'ouverture de Yokohama à l'Occident à la suite de l'arrivée du commodore Perry et de ses navires noirs.
La salle de lecture au rez-de-chaussée possède des journaux et livres japonais et anglais d'époque. Parmi les documents conservés se trouvent de nombreux papiers d'Ernest Mason Satow et des journaux étrangers et japonais comme le Japan Daily Herald, le Japan Weekly Mail et le Japan Punch.
Beaucoup d'anciens journaux ont été copiés sur du nouveau papier pour qu'ils soient plus faciles à manipuler. Ces copies peuvent être consultées librement sur les étagères et photocopiées.
Il y a également une collection de documents diplomatiques.
Plusieurs livres sur l'histoire japonaise publiés par les archives sont disponibles à l'achat.